# Sweet Dreams (Are Made of This)
 For alternative betydninger, se Sweet Dreams. (Se også artikler, som begynder med Sweet Dreams)
Sweet Dreams (Are Made of This) er det andet album med Eurythmics udgivet den 4. januar 1983. Albummet gav duoen deres store internationale gennembrud i både Europa og USA.

## Numre
Sangene er skrevet af Annie Lennox og Dave Stewart med mindre andet er angivet.
1. "Love Is a Stranger" (3:43)
2. "I've Got an Angel" (2:45)
3. "Wrap It Up" (3:33) – skrevet af Isaac Hayes og David Porter – Green Gartside medvirker på nummeret
4. "I Could Give You (A Mirror)" (3:51)
5. "The Walk" (4:40)
6. "Sweet Dreams (Are Made of This)" (3:36)
7. "Jennifer" (5:06)
8. "This Is the House" (4:56)
9. "Somebody Told Me" (3:29)
10. "This City Never Sleeps" (6:20)